# Sister Fa
Sister Fa (nombre real Fatou Mandiang Diatta) (Dakar, 27 de abril de 1982) es una rapera senegalesa y activista contra la mutilación genital femenina (MGF).

## Biografía
Fatou Mandiang Diatta, más conocida como Sister Fa, nació en Senegal en 1982. Fue sometida a la mutilación genital cuando era una niña. Conoció a Lucas May, un etólogo austriaco, en 2005 y se casaron en menos de una semana. En marzo de 2006, ella y su marido se mudaron a Berlín. Es una activista contra la mutilación genital femenina.

## Trayectoria
Diatta comenzó su carrera como rapera en el año 2000, grabando su primer disco. En 2001 actuó en los Premios Senegal Hip Hop. En 2005, lanzó su primer álbum, Hip Hop Yaw Law Fal. En 2008, visitó Senegal para concienciar sobre el problema de la MGF. En 2009 publicó su álbum de debut internacional Sarabah: Tales From the Flipside of Paradise. En 2011, Sarabah, un documental sobre el tour de Diatta Education Sans Excision (Educación sin Escisión), premiado en el festival de derechos humanos Movies That Matter.
En junio de 2010, Sister Fa cantó junto a Katja Riemann, Roger Moore, Mario Adorf y Karl Lagerfeld en la Gala del Unicef Una tarde para África en Offenburg, Alemania.
En octubre de 2013, Sister Fa fue invitada a The Power 1000, la fiesta más influyente de Londres. Allí pronunció un discurso y se reunió con el entonces alcalde de Londres, Boris Johnson. Sister Fa también es una invitada frecuente en canales de televisión como CNN, BBC o Deutsche Welle.

## Premios y reconocimientos
- En marzo de 2011, Sister Fa fue nominada para el premio A Matter of ACT a los Derechos Humanos en el Festival de películas que importa en Den Haag, Países Bajos, así como la película "Sarabah" sobre ella.[9] La película ganó el premio del documental.[8]
- Por su trabajo incansable para mejorar la situación de las mujeres y las niñas en su patria Senegal, Freedom To Create otorgó el Fa Sister en noviembre de 2011 en Ciudad del Cabo, Sudáfrica con el premio principal.[8]